# Села України
Села України — найменші населені пункти України. За державним класифікатором село належить до 9-го розряду 4-го рівня класифікації, нижче сільської ради та вище селища. Села можуть мати індивідуальні територіальні громади — сільські громади або спільне управління — об'єднання кількох населених пунктів. Більшість сіл входять у склад міських та селищних громад та під юрисдикцією міської або селищної адміністрації — міської ради або селищної ради.

## Статистичні дані
На 1 січня 1991 року в Україні було 28 844 села, на 5 грудня 2001 року — 28 619.
Найбільше за площею село в Україні — Космач — 84,309 км².
Найбільше село України за кількістю населення — Костянтинівка, понад 12 081 осіб.

## Історія

### В УРСР
З 1965 року в УРСР розгорнулося будівництво експериментально-показових сіл. У різних областях республіки створювалося 15 експериментальних сіл, на їхнє будівництво витрачено 55 млн крб. В 1969 році. Рада Міністрів УРСР прийняла постанову про комплексне проектування і будівництво в 1970—1975 рр. ще 28 експериментально-показових сіл.[джерело?]

### У незалежній Україні
Зміни в українському селі, що відбувалися після здобуття Україною незалежності, мали головним чином кризовий характер. У порівнянні з попереднім радянським періодом село сповільнило темпи соціально-економічного розвитку. Держава проводила несистемну і непослідовну аграрну політику. Законодавчі акти, політичні та економічні програми розвитку потенціалу С. були недостатніми, половинчастими, багато в чому декоративними й не узгоджувалися між собою. Соціально-економічний розвиток сіл залежав від матеріально-фінансового потенціалу сільськогосподарських підприємств. За умов глибинної загальної соціально-економічної кризи лише великі села, де зберігалося аграрне виробництво, мали змогу підтримувати свою життєдіяльність.
Протягом 1991—2012 років кількість сіл невпинно зменшувалася. 2005 року в Україні було 271 безлюдне та вимираюче село. Найбільше таких сіл було на Чернігівщині (56 %), найменше — у Закарпатській, Рівненській, Чернівецькій, Івано-Франківській областях.
За роки незалежності сільське населення втратило майже 2,6 млн осіб, що становило половину загального скорочення населення України. І це при тому, що частка сільського населення в загальній його чисельності складала 32 %, або 15,8 млн (2001). Скорочення чисельності жителів сіл відбувалося особливо швидкими темпами. Головним чинником, що впливав на зменшення числа жителів сіл, було природне скорочення (у 1995 воно становило 514,6 тис., у 2001 — 708,2 тис. осіб). Подальше зростання смертності на селі зумовлювалося економічною кризою — зниженням рівня життя, зростанням психологічного навантаження. Села посідали одне з перших місць (після шахтарів) за рівнем смертності від нещасних випадків. Природний рух сільського населення стримувався й погіршенням якісних показників його здоров'я. Більшість сіл України продовжували функціонувати в умовах пошкодженого природного середовища.
Однією з причин деградації сіл залишалася міграція, особливо сільської молоді. Водночас мінімальну компенсацію демографічних втрат сіл забезпечив невеличкий міграційний приріст за рахунок міського населення — на 17,6 тис., а також адміністративно-територіальних перетворень (ще 61,5 тис.). Міграційний приріст почався 1992, коли поверталися на село колишні селяни, які раніше переїхали до міст; цей процес тривав до 2001 року. На початку 2000-х років виїзд із сіл знову став набирати темпів. Лише протягом 2002—2005 років щорічна кількість мігрантів зросла з 24,7 до 51 тисяч осіб на рік.
Проблема удосконалення відносин у сфері праці на селі розв'язувалася повільно, спонтанно, із застосуванням розрізнених за суттю, неврегульованих у часі й неадекватно спрямованих заходів. Продуктивність праці в сільському господарстві впала протягом 1990-х — 2000-х років майже удвічі. Найінтенсивніше звуження прикладання праці на селі відбувалося у вир-ві. На початку 2001 року серед сільського населення було 4,4 млн працюючих (53,4 % загальної кількості працездатних). Кожен четвертий працював за межами села. Серед селян працездатного віку 2,4 млн не працювали і не навчалися. Протягом 1990—2003 число зайнятих в особистих госп-вах зросла з 681 тис. до 2,8 млн осіб, або в 4,2 раза, самозайнятість на селі виступала свого роду альтернативою безробіттю.
На селі розвивалися нові форми підприємництва. В Україні організаційні структури сільського господарства розвивалися під контролем держави. З'являлися різні за характером і власністю структури, як дрібні, так і великі.
Діяльність великих агропромислових підприємств часто спричиняла загострення соціальної напруги на селі. Більшість із них відмежовувалися від розв'язання соціальних проблем села. Водночас вони вплинули на звичайний уклад сільського життя, принісши нову виробничу к-ру[що це?], досконаліше управління. Важливу роль у соціально-економічному розвитку сіл відігравали фермерські госп-ва.
Фінансова криза початку 1990-х рр. фактично призупинила діяльність служби побуту на селі. Протягом 1991—2005 число будинків побуту скоротилося втричі. Деградація сфери послуг негативно позначилася на к-рі[що це?] господарювання. Становлення малого підприємництва в побутовій сфері села відбувалося повільно, здебільшого шляхом самореалізації. Держава практично припинила фінансування соціальної сфери сіл. Відбувалися зміни в торгівельному обслуговуванні сіл. На зміну колишнім торговельним організаціям приходила кооперативна і комерційна торгівля. Широкі верстви сільського населення не могли задовольнити найнеобхідніші життєві потреби за місцем проживання. 2005 р. 19,4 тис. сільських населених пунктів не мали дошкільних закладів, 14,2 % — шкіл, 17,1 % — відділень зв'язку, 9,7 % — лікарняних установ, 6,8 % — торг. закладів.
За роки незалежності зазнало структурних змін духовне життя. У специфічних кризових умовах духовний потенціал селян більшою мірою реалізовувався через релігійну діяльність. У 1990-ті — 2000-ні роки склалася ситуація, коли, з одного боку, знижувалися загальні обсяги надання послуг, а з другого — розширювався спектр установ, які надавали послуги для жителів сіл. У містах з'явилися приватні телеканали, радіостанції, крамниці, кінотеатри, книгарні. Серед форм дозвілля провідне місце займав перегляд телепередач. Але на селі найчастіше транслювалося два-три ефірних канали, які мали погану якість прийому, у той час як у місті надавали послуги 15—20 каналів, одна-дві системи кабельного телебачення. Витрати коштів на потреби культури і відпочинку сільських мешканців були значно меншими, ніж городян (2004 року на душу населення в місті витрачалося майже в 3,5 рази більше). За можливістю доступу до культурних благ більшість населення сіл і невеликих містечок залишалася найбільш соціально маргіналізованою.